# マジェラン
マジェラン (Magellan) は、アメリカ合衆国出身のプログレッシブ・ロックバンド。

## 略歴
1985年、トレント・ガードナー（キーボード、ボーカル）とウェイン・ガードナー（ギター）の兄弟により結成。
1991年、プログレッシブ・ロック専門レーベル「マグナ・カルタ・レコード」から『アワー・オブ・レストレイション～伝承～』でアルバム・デビュー。その後も次々とアルバムを発表。
2014年2月にウェインが死去、2016年6月にはトレントも亡くなり、バンドは事実上の幕を閉じた。

## 音楽性
デビュー・アルバムのライナー・ノーツによると、プロデューサーのマイク・ヴァーニーは「シンフォニック・ハード・ロック」と呼称しているが、デビュー・アルバムの国内盤の帯には「プログレッシブ・ロック復興の序章…」というコピーが記述されている。

## サイド・プロジェクト
ガードナー兄弟は、エクスプローラーズ・クラブというプロジェクトにも関わっている。ファースト・アルバム『エイジ・オブ・インパクト』（1998年）にはビリー・シーン、テリー・ボジオ、ジェイムズ・ラブリエ、ジョン・ペトルーシ、デレク・シェリニアン、スティーヴ・ハウ等が参加。2作目『レイジング・ザ・マンモス』（2002年）には、ジョン・マイアング、テリー・ボジオ、ジェイムズ・ラブリエ、スティーヴ・ウォルシュ、マーティ・フリードマン等が参加。豪華メンバーによる、大作指向のプログレッシブ・メタルを披露している。

## 補足
正式メンバーはガードナー兄弟のみで、アルバム毎にゲストプレイヤーを迎える形をとっている。
トレント・ガードナーは、トロンボーンも演奏するマルチプレイヤー。
バンド名の国内表記
国内盤CDの帯、ライナー・ノーツ、音楽誌の記事は「マジェラン」で統一されている。「Magellan」のカナ表記は通常は「マゼラン」。ただし、英語での発音は「マジェラン（まれにマゲラン）」の方がより正確であるとされる。

## ディスコグラフィ

### アルバム
- 『アワー・オヴ・レストレイション〜伝承〜』 - Hour Of Restoration (1991年)
- 『インペンディング・アセンション〜受難の未来〜』 - Impending Ascension (1993年)
- 『テスト・オブ・ウィルズ〜試考〜』 - Test Of Wills (1997年)
- 『ハンドレッド・イヤー・フラッド』 - Hundred Year Flood (2002年)
- Impossible Figures (2003年)
- Symphony For A Misanthrope (2005年)
- Innocent God (2007年)